# 伊萨·穆斯塔法
伊萨·穆斯塔法（1951年5月15日—），是一名科索沃政治人物，曾擔任普里什蒂納市長，2014年起擔任科索沃总理。
穆斯塔法在普里什蒂纳一個阿爾巴尼亞族家庭出生，在當地就讀小學和中學，後進入普里什蒂納大學經濟系獲得硕士及哲學博士，並在1974年起擔任普里什蒂納大學考官。
他和卻謝華·穆斯塔法（Qevsere Mustafa）結婚，育有兩個兒子和一個女兒。

## 外部連結
- 官方網站
- 總理辦公室網站（页面存档备份，存于）

| 官衔                       | 官衔                                        | 官衔                   |
| -------------------------- | ------------------------------------------- | ---------------------- |
| 新頭銜                     | 科索沃共和国經濟與財務部部長 1991年－1999年 | 職務廢除               |
| 前任者： 伊斯麥特·貝其里   | 普里什蒂納市長 2007年－2013年               | 繼任者： 斯本·艾哈邁迪 |
| 前任者： 哈辛·塔奇         | 科索沃总理 2014年－2017年                   | 現任                   |
| 政党职务                   |                                             |                        |
| 前任者： 法特米尔·塞伊迪乌 | 科索沃民主联盟黨魁 2010年－                 | 現任                   |